# Sie sagen all, du bist nicht schön
Sie sagen all, du bist nicht schön ist ein von Johanna Ambrosius 1884 geschriebenes Lied, das als Landeshymne Ostpreußens diente, ehe es durch Land der dunklen Wälder (Ostpreußenlied) von Herbert Brust ersetzt wurde.

## Entstehung

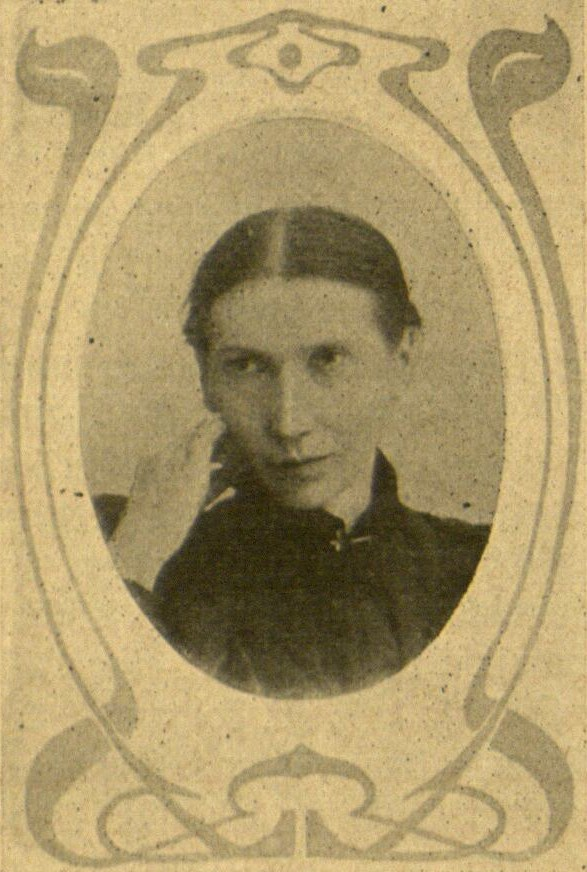
Johanna Ambrosius

Der Text erschien 1884 als das Gedicht Mein Heimatland. Die Dichterin Johanna Ambrosius, die von sich selbst sagte: „Ich wollte nichts anderes sein als Landarbeiterin“, erhielt für ihr Gedicht sowohl viele positive als auch negative Kritiken.
Vertont wurde das Gedicht vom Lehrer Karl Anton Guske. Das Lied wird auch zur Melodie Am Strand der grünen Spree gesungen.
Nachdem Herbert Brust das Lied Land der dunklen Wälder schrieb, gewann dieses sehr schnell an Beliebtheit und verdrängte Sie sagen all, du bist nicht schön als Landeshymne Ostpreußens.

## Text
Sie sagen all, du bist nicht schön

mein trautes Heimatland;

Du trägst nicht stolze Bergeshöh’n,

nicht rebengrün Gewand;

In deinen Lüften rauscht kein Aar,

es grüßt kein Palmenbaum,

doch glänzt der Vorzeit Träne klar

an deiner Küste Saum.

Und gibst dem König auch kein Erz,

nicht Purpur, Diamant,

klopft in Dir doch das treu’ste Herz,

Fürs heil’ge Vaterland.

Zum Kampfe lieferst du das Roß,

wohl Tonnen Goldes wert,

und Männer, stark zum Schlachtentroß,

die kräft’ge Faust zum Schwert.

Und wenn ich träumend oft durchgeh’

die düst’re Tannennacht

und hoch die mächt’gen Eichen seh’

in königlicher Pracht,

wenn rings erschallt am Memelstrand

der Nachtigallen Lied

und ob dem fernen Dünensand

die weiße Möwe zieht.

Dann überkommt mich solche Lust,

daß ich’s nicht sagen kann,

ich sing’ ein Lied aus voller Brust,

schlag froh die Saiten an.

Und trägst Du auch nur schlicht Gewand

und keine stolzen Höh’n:

Ostpreußen hoch, mein Heimatland,

Wie bist du wunderschön!

Die kursiv geschriebene zweite Strophe wurde bei fast allen Veröffentlichungen weggelassen.